# Safrankó Emánuel
Safrankó Emánuel, idegen nyelvterületen olykor Šafranko (Munkács, 1890. június 5. – Budapest, 1965. július 19.) kommunista politikus, tanár, főispán, nagykövet, országgyűlési képviselő.

## Élete
Molnárnak tanult, Kméten ekképp dolgozott. 1908-ban belépett a Magyarországi Szociáldemokrata Pártba, 1919-ben átlépett a Kommunisták Magyarországi Pártjába, s a magyarországi kommün alatt a kecskeméti direktórium egyik tagja volt, illetve a helyi népgazdasági tanácsot irányította. A vörös uralom bukását követően Csehszlovákiába emigrált, ahol részt vett a CSKP megalapításában, 1924-től öt éven át a KB tagja is volt. Emellett parlamenti képviselőként működött, majd 1929-ben a Szovjetunióba emigrált, ahol tanári diplomát szerzett, és tanárként kezdett dolgozni. A második világháborút követően 1945-ben visszatért Magyarországra, ahol kezdetben a kommunista párt Duna-Tisza közi Területi Bizottságának titkára volt, illetve megválasztották képviselőnek is az Ideiglenes Nemzetgyűlésbe. 1945-ben és 1946-ban Vas vármegye főispánja, majd a következő évben szófiai, 1950-től pekingi nagykövet, egészen 1954-ig, ekkor berlini nagykövet lett, amely tisztséget egészen három év múlva esedékes nyugdíjazásáig ellátta. 1965-ben hunyt el Budapesten. A Fiumei úti Nemzeti Sírkertben, a munkásmozgalmi mauzóleum alsó szintjén temették el.